# Myrmoteras ivani
Myrmoteras ivani är en myrart som beskrevs av Agosti 1992. Myrmoteras ivani ingår i släktet Myrmoteras och familjen myror. Inga underarter finns listade i Catalogue of Life.